# Petabyte
Un petabyte este o unitate de măsură a capacității de stocare a datelor care echivalentă cu 2 la puterea 50 (1,125,899,906,842,624) bytes. Este abreviat cu PB.
1,125,899,906,842,624 bytes = 10245 = 250 = pebibyte.